# 涅烏達奇涅
47°58′49″N 32°54′8″E / 47.98028°N 32.90222°E
涅烏達奇涅（烏克蘭語：Неудачне），是烏克蘭南部的村莊，隸屬尼古拉耶夫州的巴什坦卡區。該村面積0.6平方公里，海拔高度139米，2001年人口107，人口密度每平方公里178.3人。